# أوبين سان فاس
أوبين سان فاس (بالفرنسية: Aubin-Saint-Vaast) هي بلدية تقع في إقليم باد كاليه من منطقة نور با دو كاليه في شمال فرنسا. تبلغ مساحة هذه المدينة 6.7 (كم²)، وترتفع عن سطح البحر 24 م، يبلغ عدد سكانها 764 نسمة حسب إحصاء المعهد الوطني للإحصاء والدراسات الاقتصادية سنة 2009 م. وترأس Raymond Deroo البلدية خلال فترة (2008-2014).